# Событие приливного разрушения
Событие приливного разрушения (англ. tidal disruption event, TDE), также известное как вспышка приливного разрушения, — астрономическое явление, которое происходит, когда звезда приближается достаточно близко к горизонту событий сверхмассивной чёрной дыры и разрывается на части приливными силами чёрной дыры, претерпевая спагеттификацию.

## Предположение
По данным ранних работ (см. раздел История), события приливного разрушения должны быть неизбежным следствием активности массивных чёрных дыр, скрытых в центрах галактик. Исходя из этого, теоретики пришли к выводу, что итоговые взрывы или вспышки излучения, обусловленные аккрецией звёздного мусора, могут быть уникальными указателями на наличие спящих чёрных дыр в центрах обычных галактик.

## История
Впервые в 1971 году теоретик Джон А. Уилер предположил, что распад звезды в эргосфере вращающейся чёрной дыры может вызывать ускорение выпущенного газа до околосветовой (релятивистской) скорости с помощью так называемого «эффекта тюбика зубной пасты». Уилеру удалось применить релятивистское обобщение классической задачи ньютоновского приливного распада в окрестности Шварцшильдовской или Керровской чёрной дыры (без осевого вращения или с ним, [ см. Fishbone (1973) и Mashhoon (1975, 1977) ]). Но в этих ранних работах рассматривалась только несжимаемая модель звезды и/или звезды, слегка проникающие в предел Роша, таким образом, пропуская только приливы малых амплитуд или, в лучшем случае, только латентные явления разрушения (т.е. будущие события приливных разрушений).
В 1976 году в MNRAS астрономы Юхан Франк и Мартин Рис из Кембриджского института астрономии впервые представили «эффект массивных чёрных дыр в звёздных системах», который определяет критический радиус, при котором нарушается движение звёзд и их буквально засасывает в чёрную дыру, предполагая, что можно наблюдать эти события в некоторых галактиках. Однако в то время английские исследователи не предложили каких-либо точных моделей или симуляции.
Это гипотетическое предсказание и отсутствие теоретического инструментария вызвало любопытство Жана-Пьера Люмине и Брэндона Картера из Парижской обсерватории, которые, в начале 1980-х годов, изобрели концепцию приливного разрушения. Их первые работы были опубликованы в 1982 году в журнале «Nature» и в 1983 году в "Astronomy & Astrophysics". Авторам удалось описать приливные возмущения в центрах активных ядер галактик (АЯГ), основываясь на модели «взрыва звёздного блина» («stellar pancake outbreak»), используя выражение Люмине, модель, описывающую волну поля, создаваемого «большой чёрной дырой» — скажем, сверхмассивной — и эффект, который они называют «взрыв блина», который определяет выброс излучения, создаваемый в результате этих возмущений.
Затем, в 1986 году, Люмине и Картер опубликовали в журнале «Astrophysical Journal Supplement» важную статью из 29 страниц, на которых они проанализировали все случаи событий приливного разрушения и не только 10% производящих «спагеттификацию», но и другие, называемые «блины flambées» («pancakes flambées»).
Лишь десять лет спустя, в 1990 году, рентгеновское исследование НАСА «All Sky», которое производилось спутником ROSAT , обнаружило первых кандидатов, восприимчивых к приливному разрушению. С тех пор было обнаружено более дюжины кандидатов, включая более активные источники в ультрафиолетовом или видимом диапазоне, по причинам, которые остались загадочными.

## Открытие
Теория Люмине и Картера была подтверждена при наблюдении ярких вспышек, возникших вследствие аккреции звёздного мусора массивным объектом, расположенным в самом сердце активного ядра галактики (напр. NGC 5128 или NGC 4438), а также в самом сердце Млечного Пути (Стрелец A*). Теория приливного разрушения звёзд также объясняет сверхизлучающую сверхновую СН 2015L, более известную под обозначением ASASSN-15lh. ASASSN-15lh — сверхновая, которая взорвалась прямо перед тем, как её поглотил горизонт событий массивной чёрной дыры.
Сегодня все события приливного разрушения звёзд перечислены в «Открытом каталоге TDE», ведущимся Гарвардским центром астрофизики, который имеет 87 статей с 1999 года.
Теоретическое объяснение событий приливного разрушения было окончательно описано в 2004 году Стефани Комосса из Института Макса Планка (MPE / MPG), а затем снова в 2014 году. Отметим также работу команд Suvi Gezari (2006), Geoffrey C. Bower (2011), J. Guillochon и E.Ramirez-Ruiz (2015), а также Jane Dai с соавторами (2018).

## Новые наблюдения
В сентябре 2016 года команда из Университета науки и технологии Китая объявила, что на основе данных, полученных телескопом НАСА WISE, было обнаружено событие приливного разрушения звезды в известной чёрной дыре; команда Университета Джонса Хопкинса (США) обнаружила три дополнительных события[когда?]. В обоих случаях астрономы предположили, что релятивистская струя, создаваемая умирающей звездой, будет излучать ультрафиолетовое и видимое излучение, которое будет поглощаться пылью вокруг чёрной дыры, а затем излучаться в виде инфракрасного излучения. Также астрономы пришли к выводу, что задержка между ультрафиолетовым и рентгеновским свечением струи и инфракрасным свечением пыли может быть использована для оценки размеров чёрной дыры, пожирающей звезду.